# کاناکو تاهارا
کاناکو تاهارا (انگلیسی: Kanako Tahara؛ زادهٔ ۱۴ فوریهٔ ۱۹۹۴) خواننده، بازیگر، و شخصیت‌های تلویزیونی در ژاپن اهل ژاپن است.